# دان رودس
دان رودس (بالإنجليزية: Dan Rhodes)‏‏ (1972 في المملكة المتحدة - ) كاتب، وروائي من المملكة المتحدة.